# Zabawna dama
Zabawna dama – amerykański musical filmowy z 1975 roku.

## Fabuła
Lata 30., Nowy Jork. Fanny Brice jest gwiazdą rewii Ziegfelda na nowojorskim Broadwayu. Właśnie rozwiodła się z mężem Nickym. Wiąże się z Billym Rose – młodym i ambitnym tekściarzem, który potem zostaje producentem na Broadwayu, wsławionym ekstrawagancją i rozmachem prezentowanych widowisk, w końcu biznesmenem przeprowadzającym na giełdzie intratne operacje finansowe.

## Obsada
- Barbra Streisand – Fanny Brice
- James Caan – Billy Rose
- Omar Sharif – Nicky Arnstein
- Roddy McDowall – Bobby Moore
- Ben Vereen – Bert Robbins
- Carole Wells – Norma Butler
- Larry Gates – Bernard Baruch
- Eugene Troobnick – Ned
- Heidi O’Rourke – Eleanor Holm
- Royce Wallace – Adèle

## Nagrody i nominacje
Oscary za rok 1975
- Najlepsze zdjęcia - James Wong Howe (nominacja)
- Najlepsze kostiumy - Ray Aghayan, Bob Mackie (nominacja)
- Najlepsza oryginalna muzyka z piosenek lub adaptowana - Peter Matz (nominacja)
- Najlepsza piosenka - How Lucky Can You Get - muz. John Kander; sł. Fred Ebb (nominacja)
- Najlepszy dźwięk - Richard Portman, Don MacDougall, Curly Thirlwell, Jack Solomon (nominacja)

Złote Globy 1975
- Najlepsza komedia/musical (nominacja)
- Najlepsza aktorka w komedii/musicalu - Barbra Streisand (nominacja)
- Najlepszy aktor w komedii/musicalu - James Caan (nominacja)
- Najlepsza muzyka - Fred Ebb, John Kander (nominacja)
- Najlepsza piosenka - How Lucky Can You Get - muz. John Kander; sł. Fred Ebb (nominacja)
- Odkrycie roku - aktor - Ben Vereen (nominacja)